# Dunnose Head
Dunnose Head är en udde i territoriet Falklandsöarna (Storbritannien). Den ligger i den västra delen av ögruppen, 190 km väster om huvudstaden Stanley.